# BYU 법학대학원
브리검영 대학교 로스쿨(BYU Law School 혹은 J. Reuben Clark Law School)은 미국 유타주 프로보에 위치한 브리검영 대학교(BYU)의 법학전문대학원이다. 짧게 JRCLS라고 불리기도 한다. 1973년에 설립된 이 로스쿨은 전 미국 외교관 및 국무부 차관을 지낸 후기성도교회의 관리역원인 제이 루번 클락 주니어(J. Reuben Clark Jr.)의 이름을 따서 만들어졌다. BYU 로스쿨은 전통적인 J.D.(법무박사) 학위와 LL.M.(법학석사) 학위 프로그램을 제공하며, 4개의 공동학위(Joint Degree) 프로그램도 제공한다. 미국로스쿨협회의 회원이자 미국 변호사 협회의 정식인가 대학원이다.

## 역사
1971년 3월 9일, 브리검영 대학교 이사회는 법학전문대학원의 설립을 발표하였고 2년 반 후인 1973년 8월 27일, 법학대학원은 처음 문을 열었다. 강의는 현재 로스쿨 빌딩에서 가까운 가톨릭 학교 빌딩에서 열렸는데, 당시에 학생들은 친근하게 "성 루번 로스쿨"이라고 부르기도 하였다. 전 미국 법무장관인 Rex E. Lee라 첫 학장 직을 역임하였다. 현재의 JRCLS 빌딩은 1975년 완공되었으며, 첫 졸업반은 1976년 졸업반이었다. 76년 이래로 JRCLS는 총 5천명 이상의 졸업생을 배출시켰다.

## 캠퍼스
약 10만 평방 풋트의 JRCLS 빌딩은 BYU 캠퍼스의 동쪽에 위치해 있다. 빌딩은 총 5층이며, 11개의 클래스 룸과 3개의 세미나 룸, 학생공간, 카페테리아, 다용도실, 컴퓨터실과 컴퓨터 트레이닝 실이 있다. 빌딩의 북쪽에는 Howard W. Hunter 법학도서관이 위치해 있으며, 이 도서관에는 약 500,000 볼륨의 미소축쇄판(microform)및 종이 책들이 있다. 그 외에도 470개의 개인 도서관 열람석이 있으며, 20개의 그룹스터디 룸과, 법학 라이팅과 연구 교육을 위한 2개의 클래스 룸이 있다. 학생들은 법률문서작성에 대해 배울 수 있다.

## 학위 프로그램
BYU 로스쿨은 전통적인 J.D. 학위와 LL.M.(비교법학) 학위 프로그램을 제공하며, 다음과 같은 5개의 공동학위(Joint Degree) 프로그램도 제공한다.

### 공동학위 프로그램[4]
- JD/MBA - 메리어트 경영대학과의 공동학위 프로그램으로, 법학 학위인 J.D.와 경영학 석사 학위인 MBA를 수여한다.
- JD/MPA - 메리어트 경영대학 내에 위치한 롬니 행정대학(Romney Institute of Public Management)과의 공동학위 프로그램으로, J.D.와 행정학 석사 학위를 수여한다.
- JD/MAcc - 메리어트 경영대학과의 공동학위 프로그램으로, J.D.와 회계학 석사 학위를 수여한다.
- JD/MEd - David O. McKay 교육대학과의 공동학위 프로그램으로, J.D.와 교육학 석사 학위를 수여한다.
- JD/MPP - BYU의 공공정책대학원 과정(Public Policy Graduate Program)과의 공동학위 프로그램으로, J.D.와 공공정책학 석사 학위를 수여한다.

### LL.M.
LL.M.은 외국의 법조인들에게 미국의 법을 교육하기 위한 1년짜리 비교법학 석사 과정이다. 1988년에 만들어진 이 프로그램은, 다시 본국으로 돌아갈 외국 법조인들만을 대상으로 하며, 지원을 하기 위해서는 반드시 외국의 법학 학위를 소지하고 있어야 한다.
BYU 로스쿨의 학생 대 교수 비율은 약 18대 1이다. 교수진은 7명의 전직 대법원 서기, 현 미국로스쿨협회 회장, 내무부 장관 및 헌법, 재산, 종교자유 및 가정법의 세계적인 전문가들로 포진되어있다. BYU 로스쿨은 매년 국제 연합(United Nations) 소속 World Family Policy Center, 국제법 및 종교 심포지움, 그리고 Orrin G. Hatch Distinguished Trial Lawyer Lecture Series 등의 이벤트를 주최한다. 학생들은 4개의 법학저널(BYU Law Review, BYU Journal of Public Law, BYU Education and Law Journal과 BYU International Law & Management Review)을 출판한다.

## 명성

### 전미 랭킹
브리검영 대학의 J. Reuben Clark 법학전문대학원(JRCLS)은 전미에서 중위권에 랭크되는 로스쿨 중 하나이다. Ciolli Elite Law School Ranking은 28위에, U.S. News & World Report는 41위에 선정하였다. 프린스턴 리뷰는 또한 JRCLS를 "최고 학문 경험"에 7위로 선정하였으며, ILRG는 비용편익 랭킹에서 2위에 선정하였다..

## 취업
2008년 졸업생 중 개인 영업을 하는 졸업생의 평균 초봉은 $118,147였으며, 정부에서 일하는 졸업생의 평균 초봉은 $58,500 이었다 (전체 평균 $89,003, 전미 18위). 모든 졸업생은 BYU 로스쿨 동문회에 자유롭게 참여할 수 있다.